# El festival de los robots
El festival de los robots fue un programa infantil que transmitía dibujos animados del género mecha desde finales de los 70 y durante la década de 1980.
El festival de los robots, distribuido por la compañía estadounidense ZIV International, Inc., consistía en la recopilación y adaptación para Hispanoamérica de las siguientes cuatro series de animación japonesa anime producidos por Toei Animation:
- El Vengador (Steel Jeeg, 1975)
- El Gladiador (Great Dragon Gaiking, 1976)
- Supermagnetrón (Magnerobo Ga・Keen, 1976)
- El Galáctico (SF Saiyuki Starzinger, 1978)

Con un total de 130 episodios, estas series independientes entre sí se alternaban entre ellas y no se emitían en secuencia.
Para la adaptación al mercado latinoamericano, la compañía ZIV International encargó la producción al estudio Sound Connection Studios quienes realizaron el doblaje.
Cada capítulo independientemente de la serie que se emitiera, comenzaba con el tema musical de introducción del Festival de los Robots y en seguida continuaba música de cualquiera de las cuatro series que se emitirían esa semana. El tema musical de apertura del programa, así como también el de las series incluidas en él fue coescrito y adaptado para el mercado latinoamericano por el chileno Guillermo Memo Aguirre o "Santiago Vinias" alias el Capitán Memo, quien también puso su voz y su música en Capitán Futuro, La pequeña Lulú y La máquina del tiempo, entre muchos otros dibujos animados televisados durante esos años.

## Créditos musicales
- Arreglos: Shuki Levy
- Productor musical: Haim Saban
- Vocals: Memo Aguirre
- Adaptación al español: Memo Aguirre y Erich Bulling